# Derolus brevicornis
Derolus brevicornis är en skalbaggsart som beskrevs av Holzschuh 1981. Derolus brevicornis ingår i släktet Derolus och familjen långhorningar.
Artens utbredningsområde är Iran. Inga underarter finns listade i Catalogue of Life.